# Pararothia
Pararothia là một chi bướm đêm thuộc họ Noctuidae.

## Loài
- Pararothia camilla Oberthür, 1923
- Pararothia gracilis Jordan, 1913
- Pararothia vieui Viette, 1966